# 956
956 (CMLVI) fue un año bisiesto comenzado en martes del calendario juliano, en vigor en aquella fecha.

## Acontecimientos
- Sancho I de León es proclamado Rey de León por primera vez.

## Nacimientos
- Bermudo II, Rey de León

## Fallecimientos
- Ordoño III, rey de León.
- Hugo el Grande, duque de Francia y conde de París.
- Congalach Cnogba, rey de Irlanda.